# Larry McMurtry
Larry McMurtry (Archer City, Texas; 3 de junio de 1936-Ib., 25 de marzo de 2021) fue un novelista, ensayista, y guionista de cine y de televisión estadounidense.

## Trayectoria
McMurtry creció en un rancho en las afueras de Archer City, Texas, y estudió en la universidad North Texas State.
Ya su primera novela, Horseman, pass by, de 1961, llamó la atención de la crítica; y gracias a ella tuvo una beca Guggenheim, en 1964. 
Su novela La última película, de 1966, fue una narración de la vida aislada en un pueblo de Texas, con tres personajes masculinos como protagonistas. El libro fue adaptado a una película homónima, dirigida por Peter Bogdanovich y estrenada en 1971. Estuvo protagonizada por los actores Timothy Bottoms, Jeff Bridges, Ellen Burstyn, Ben Johnson, Cloris Leachman y Cybill Shepherd. El guion fue escrito por McMurtry y Bogdanovich, y se apoyó directamente en la trama del autor: la historia se desarrolla entre un cine decrépito, un salor de billar, un café, y las aspiraciones amorosas de dos amigos por una misma mujer.
Fue más conocido aún al ganar el premio Pulitzer por la novela Lonesome Dove, de 1985 que fue adaptada para la televisión. Igualmente otra obra suya, Terms of Endearment, fue llevada a la gran pantalla en 1983 con enorme éxito. La película, titulada La fuerza del cariño y dirigida por James L. Brooks, ganó cinco premios Óscar.
Escribió junto a Diana Ossana el guion de la película Brokeback Mountain (2005), del director Ang Lee. La obra fue una adaptación  del cuento homónimo de la escritora Annie Proulx. McMurtry y Ossana ganaron un premio Óscar en la categoría de mejor guion adaptado.
En 2015 recibió la Medalla Nacional de Humanidades de parte del presidente de Estados Unidos Barack Obama.

## Premios
Premios Óscar
| Año  | Categoría                     | Película              | Resultado |
| ---- | ----------------------------- | --------------------- | --------- |
| 1972 | Mejor guion adaptado          | The Last Picture Show | Nominado  |
| 2006 | Oscar al mejor guion adaptado | Brokeback Mountain    | Ganador   |

Globos de Oro
| Año  | Categoría                   | Película           | Resultado |
| ---- | --------------------------- | ------------------ | --------- |
| 2005 | Globo de Oro al mejor guion | Brokeback Mountain | Ganador   |